# Труды Владимирского губернского статистического комитета
«Труды́ Влади́мирского губе́рнского статисти́ческого комите́та» — сборник, издававшийся Владимирским губернским статистическим комитетом.

## История
Сборник выходил во Владимире с 1863 по 1873 год.
Редактировал издание К. Н. Тихонравов.
В сборнике печатались материалы по истории городов, памятников гражданского и церковного зодчества, развития промышленности и экономического состояния сельского хозяйства Владимирской губернии.
Всего под редакцией Тихонравова вышло 10 выпусков «Трудов».